# Dum Dum (stad)

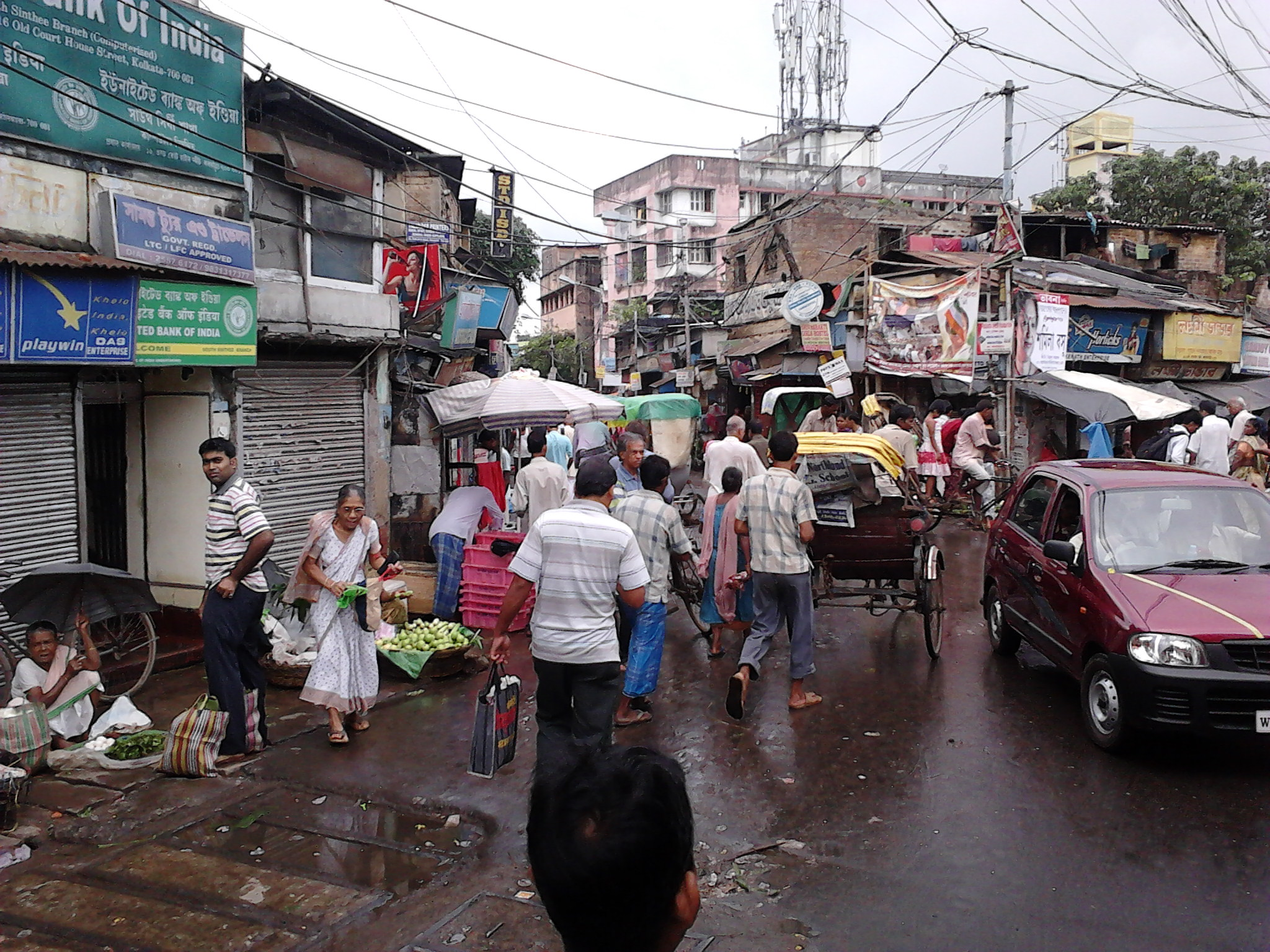
Gata i Dum Dum.

Dum Dum (alternativt Dumdum, bengali দমদম) är en stad nordost om Calcutta i Indien. Den är belägen i distriktet North 24 Parganas i delstaten Västbengalen. Staden, Dum Dum Municipality, ingår i Calcuttas storstadsområde och hade 114 786 invånare vid folkräkningen 2011. En typ av ammunition, dumdumkulan, utvecklades av brittisk militär i området i slutet av 1800-talet.